# Skrbeńsko
Skrbeńsko (německy Skrbenski) je vesnice v jižním Polsku ve Slezském vojvodství v okrese Wodzisław (Vladislav) v gmině Godów. Leží v Horním Slezsku při hranici s Českou republikou, sousedí s Petrovicemi u Karviné a nachází se zde bývalý hraniční přechod. V roce 2011 měla 920 obyvatel.
Jedná se o osadu založenou v roce 1775 Maximilianem Bernhardem von Skrbenským, landrátem okresu Pština (Kreis Pleß) a majitelem vsi Gołkowice (Golkowitz), v rámci velké kolonizační akce zahájené pruským králem Fridrichem II. Velikým. Na vykáceném místě u rakouské hranice mělo původně vzniknout padesát pět domů. V roce 1783 jich bylo dvacet, v roce 1861 padesát devět. Od 30. let 19. století do roku 1972 bylo Skrbeńsko administrativně spojeno s Gołkowicemi. Nyní se jedná o samostatné starostenství v rámci gminy Godów.
Projíždí tudy příměstská autobusová linka 36 spojující Vladislav (Wodzisław Śląski) a Jastrzębie-Zdrój.
Historickou památkou je školní budova z roku 1903 a kaple z roku 1896.